# غلالك (قلعة خواجة)
غلالك (بالفارسية: گلالک) هي منطقة سكنية تقع في إيران في قسم قلعة خواجة الريفي. يقدر عدد سكانها بـ 69 نسمة .